# Абонент (фільм)
«Абонент» (англ. The Subscriber) — українська комедійна короткометражна стрічка, створена режисерами Оксаною Артеменко та Мариною Артеменко. Фільм був включений до програми Short Film Corner Каннського кінофестивалю 2014 року, а також до програми 25-го відкритого російського кінофестивалю Кінотавр.

## Сюжет
У центрі короткометражки історія про міліціонера Жору, який намагається додзвонитися до відділу послуг інтернет-провайдера, але на заваді йому стають жорсткі реалії дійсності.

## Нагороди
- Диплом із спеціальною згадкою Гільдії кінознавців і кінокритиків (Кінотавр, 2014)[2]